# De werelden van Aldebaran
De werelden van Aldebaran is een stripreeks waaronder zeven cycli vallen: Aldebaran, Betelgeuze, Antares, Overlevenden, Terug naar Aldebaran, Neptunus en Bellatrix.
Oorspronkelijk was het de bedoeling dat elke cyclus uit vijf albums bestond. Maar na drie albums uit de cyclus Antares, leek dit niet meer haalbaar. Tekenaar Leo vertelde dat hij de verhaallijn te ingewikkeld had gemaakt om deze in twee albums op te lossen, waardoor deze cyclus uiteindelijk in zes albums werd afgerond.

## Inhoud
Het verhaal draait vooral rond Kim Keller en haar avonturen op de planeten van Aldebaran, Betelgeuze en Antares en rond Manon op haar tocht om te overleven na het ongeluk van de Tycho Brahe.
In elk van de cycli wordt een moment beschreven in de kolonisatie van een (onbekende) planeet. Bij Aldebaran is dat niet het geval, want de mensen wonen hier al honderd jaar. In de cyclus van Betelgeuze is de kolonisatie ongeveer tien jaar bezig en in de cyclus Antares komt Kim aan met de eerste schepen om de planeet te koloniseren.
In 2011 kwam er een nieuwe cyclus in de reeks van De Werelden Van Aldebaran uit: Overlevenden (Kwantumanomalieën). Bij de presentatie van het album vertelde Leo dat hij deze cyclus gaat afwisselen met de vorige cyclus Antares.

## Cyclus Overlevenden (kwantumanomalieën)
Deze cyclus speelt zich chronologisch af voor het begin van de cyclus Aldebaran, ongeveer honderd jaar. Deze cyclus vertelt het verhaal van elf personen die uit het desintegrerende schip Tycho Brahe ontsnapten en op een onbekende planeet, in een onbekend planetenstelsel, terechtkomen. Leo legt in deze reeks minder de focus op de flora en fauna van de planeet Aldebaran maar meer op de buitenaardse volkeren die de planeet bewonen.

## Personages

### Hoofdpersonages
- Kim Keller, geboren in het jaar 2166 op Aldebaran. Zij is het hoofdpersonage in de eerste drie Cycli
- Marc Sorensen, geboren in het jaar 2162 op Aldebaran. Vanuit zijn oogpunt wordt de eerste cyclus, Aldebaran uitgelegd.
- Eldermore Paderewsky (Pad), geboren in 2125 op Aldebaran.
- Alexa Komarova, geboren in 2051 of 2052 in Zagorsk, Rusland.
- Driss Shediac, geboren in 2048 of 2049 in Casablanca, Marokko.
- Maï Lan, geboren in 2173 op aarde. Zij komt op Betelgeuze in 2191 in contact met de mantrisse. Zij vergezelt Kim op haar tocht naar Antares.

## De planeten
vergelijkingstabel voor de verschillende planeten.
|                                  | Aarde (Sol-3)    | Aldebaran-4       | Betelgeuse-6      | Antares-5  |
| -------------------------------- | ---------------- | ----------------- | ----------------- | ---------- |
| Sterrenbeeld                     |                  | Stier             | Orion             | Schorpioen |
| Diameter                         | 12756 km         | 13127 km          | 11853 km          | 12801 km   |
| Zwaartekracht aan de oppervlakte | 1                | 1,2               | 0,89              | 1,001      |
| Volume (km³)                     | 1,09 ×1012       | 1,18 ×1012        | 8,94 ×1011        | 1,10 ×1012 |
| Massa (kg)                       | 5,98 ×1024       | 7,61 ×1024        | 4,68 ×1024        | 6,03 ×1024 |
| Gemiddelde dichtheid             | 5,49             | 6,45              | 5,23              | 5,48       |
| Duur van een jaar                | 365 dagen        | 369 dagen         | 355 dagen         | 371 dagen  |
| Duur van een dag                 | 23h 56 min       | 24h 36 min        | 23h 45 min        | 23h 41 min |
| Totale oppervlakte (miljoen km²) | 511,19           | 542,35            | 448,85            | 514,80     |
| Percentage zee/land              | 70/30            | 91/09             | 11/89             | 78/22      |
| Landoppervlakte (miljoen km²)    | 153,36           | 48,81             | 399,48            | 113,26     |
| Wateroppevlakte (miljoen km²)    | 357,83           | 493,54            | 49,37             | 401,54     |
| Hoogste punt                     | 8845 m (Everest) | 4780 m (Saterjee) | 9745 m (van Gogh) | 3744 m     |
| Diepste punt                     | 11520 m          | 26700 m           | 5360 m            | 15307 m    |
| Aantal satellieten               | 1                | 2                 | geen              | 5          |